# Sproxton (Yorkshire du Nord)
Pour les articles homonymes, voir Sproxton.
Sproxton est un village et une paroisse civile du Yorkshire du Nord, en Angleterre.